# Saint-Loup-de-Gonois
Saint-Loup-de-Gonois era una comuna francesa que estaba situada en el departamento de Loiret, de la región de Centro-Valle de Loira que el uno de marzo de 2019 pasó a formar parte de la comuna nueva de La Selle-sur-le-Bied como comuna delegada.

## Historia
El dos de marzo de 2020 el consejo municipal de la comuna nueva de La Selle-sur-le-Bied decidió su supresión como comuna delegada con carácter efectivo desde el uno de abril de 2020.

## Demografía
| Gráfica de evolución demográfica de Saint-Loup-de-Gonois entre 1800 y 2017 |
|                                                                            |

Los datos demográficos contemplados en este gráfico de la comuna de Saint-Loup-de-Gonois se han cogido de 1800 a 1999 de la página francesa EHESS/Cassini, y los demás datos de la página del INSEE.